# Thomas Sneum
Thomas Christian Sneum est un pilote danois né le 21 mai 1917 à Fanø, au Danemark. Il meurt le 3 février 2007 à Roskilde.
Il recueillit des informations sur le radar allemand Freya qui avait été installé dans son île d'origine au Danemark.
Dans la nuit du 21 au 22 juin 1941, il s'échappa spectaculairement du Danemark vers la Grande-Bretagne avec le pilote Kjeld Pedersen dans un de Havilland DH.87 Hornet Moth.
Il fut source d'embarrassement pour le gouvernement danois en montrant que les Danois pouvaient se battre contre les Nazis, alors que le gouvernement prétendait que c'était impossible. Il n'y eut donc pas reçu de reconnaissance officielle ou de remerciement pour son effort, seulement une opposition.
Le livre The Hornet's Sting est un compte rendu approfondi de la vie de Sneum et de son rôle dans la Seconde Guerre mondiale.